# Sacañet
Sacañet – gmina w Hiszpanii, w prowincji Castellón, we wspólnocie autonomicznej Walencja, o powierzchni 30,5 km². W 2011 roku liczyła 77 mieszkańców.